# Matěj Louda z Chlumčan
Matěj Louda z Chlumčan, správněji Matyáš Lauda (konec 14. století–1460) byl písecký hejtman, husitský bojovník a diplomat, hofrychtéř a zřejmě kronikář. Jako vladyka držel statek v Chlumčanech u Loun.
S reformním učením Husovým se seznámil na pražské univerzitě (zmiňován poprvé k r. 1409), jejíž studia nedokončil. Za udatnost v bitvě na Vítkově získal darem dům v Řetězové ulici. Odešel však do Písku, kde se stal hejtmanem a pro svou důvěryhodnost též úředníkem nad káděmi, tedy pokladníkem. V letech 1426–1428 velel jako hejtman táborským polním obcím.
Po svém zajetí v době bitvy u Lipan přešel k umírněnější straně (což mu bylo někdy vyčítáno jako zrada) a stal se diplomatickým vyjednávačem v Basileji. Zikmund Lucemburský ho pak jmenoval hofrychtéřem královských měst. Byl pak měšťanem Starého Města a mecenášem univerzity, při které 1451 založil kolej sv. apoštolů pro chudé studenty v sousedství Betlémské kaple, na místě domu U Zeleného stromu (čp. 351).
Matěj Louda se snad významně autorsky podílel na Starých letopisech českých.